# 청춘구십팔
〈청춘구십팔〉은 1999년 1월 1일에 발매한 노브레인의 첫 번째 싱글 음반이다.

## 수록곡
- 전체 작사·작곡·편곡: 차승우

| #  | 제목                 | 재생 시간 |
| -- | -------------------- | --------- |
| 1. | 〈서울로 간 삼룡이〉 | 6:16      |
| 2. | 〈청춘구십팔〉       | 3:17      |
| 3. | 〈아름다운 세상〉    | 4:28      |
| 4. | 〈아주 쾌활한〉      | 8:16      |

## 청춘구십팔 Remaster
《청춘구십팔 Remaster》는 2002년 3월 7일에 발매한 노브레인의 EP 음반이다. 1999년에 발표한 〈청춘구십팔〉에 수록되었던 4곡에 〈개가 개를 먹는도다〉, 〈텅빈 세대 #2〉 두 곡을 추가한 리마스터 앨범이다.

### 수록곡
| #  | 제목                   | 작사·작곡 | 편곡   | 재생 시간 |
| -- | ---------------------- | --------- | ------ | --------- |
| 1. | 〈서울로 간 삼룡이〉   | 차승우    | 차승우 | 6:16      |
| 2. | 〈청춘구십팔〉         | 차승우    | 차승우 | 3:17      |
| 3. | 〈아름다운 세상〉      | 차승우    | 차승우 | 4:28      |
| 4. | 〈아주 쾌활한〉        | 차승우    | 차승우 | 8:16      |
| 5. | 〈개가 개를 먹는도다〉 | 차승우    | 차승우 | 4:01      |
| 6. | 〈텅빈 세대 #2〉       |           |        | 3:13      |